# Рязанов, Эльдар Александрович
Эльда́р Алекса́ндрович Ряза́нов (18 ноября 1927, Самара, СССР — 30 ноября 2015, Москва, Россия) — советский и российский кинорежиссёр, сценарист, актёр, поэт, драматург, телеведущий, педагог, продюсер; народный артист СССР (1984), лауреат Государственной премии СССР (1977) и Государственной премии РСФСР имени братьев Васильевых (1979).
Среди шедевров советской киноклассики, созданных Эльдаром Рязановым, — комедии и мелодрамы «Карнавальная ночь» (1956), «Девушка без адреса» (1957), «Дайте жалобную книгу» (1965), «Берегись автомобиля» (1966), «Старики-разбойники» (1971), «Невероятные приключения итальянцев в России» (1973), «Ирония судьбы, или С лёгким паром» (1976), «Служебный роман» (1977), «Гараж» (1979), «О бедном гусаре замолвите слово» (1980), «Вокзал для двоих» (1982), «Жестокий романс» (1984), «Небеса обетованные» (1991).
Рязанов — автор более 200 собственных телевизионных программ, с 1979 по 1985 год вёл телепередачу «Кинопанорама». Автор текста ряда широко популярных романсов, среди которых «У природы нет плохой погоды» и «Любовь — волшебная страна».

## Биография и обзор творчества

### Юность
Эльдар Рязанов родился 18 ноября 1927 года в Самаре — родном городе своей матери, в семье работников советского торгпредства в Тегеране Александра Семёновича Рязанова и Софьи Михайловны (в девичестве Шустерман), в доме по улице Фрунзе, 120.
Вскоре родители переехали в Москву, где отец работал начальником винного главка. В 1930 году семья распалась, и Рязанов с семи лет воспитывался матерью и отчимом, инженером Львом Михайловичем Коппом, вдовцом, относившимся к Эльдару как к родному сыну. Учился в школе № 19.
В начале Великой Отечественной войны был с матерью и младшим братом эвакуирован в Куйбышев, где жил в бывшей квартире своей бабушки на улице Фрунзе, № 120; семью приютила у себя в двадцатиметровой комнате коммунальной квартиры сестра Софии Михайловны — Евгения Шустерман, работавшая в штабе Приволжского военного округа. В Куйбышеве Рязанов окончил седьмой класс школы № 58, а летом 1942 года в связи с работой отчима семья переехала в Нижний Тагил, где жила в посёлке Красный Камень (ныне микрорайон города). Через год отчима вновь перевели в Москву, где Эльдар экстерном сдал экзамены за курс средней школы.
С детства любил литературу, хотел стать писателем, мечтал о путешествиях. После окончания школы отправил письмо-заявление в Одесское мореходное училище.

### Карьера кинорежиссёра
В 1950 году с отличием окончил ВГИК (мастерская Григория Козинцева). Его дипломной работой стала документальная лента «Они учатся в Москве», снятая совместно с однокурсницей Зоей Фоминой. На протяжении пяти лет работал в документальном кино на Центральной студии документальных фильмов. Снимал сюжеты для киножурналов «Пионерия», «Советский спорт», «Новости дня», несколько выпусков смонтировал целиком. Также снял киноочерки «Дорога имени Октября» (с Лией Дербышевой, 1951), «На первенство мира по шахматам» (1951), «Остров Сахалин» (с Василием Катаняном, 1954) и другие.
С 1955 года работал режиссёром киностудии «Мосфильм». Совместно с Сергеем Гуровым поставил первый советский широкоэкранный фильм-ревю «Весенние голоса», в котором были и игровые эпизоды.
Первый же фильм Эльдара Александровича («Карнавальная ночь»), вышедший на большой экран в 1956 году, принёс режиссёру всесоюзную славу. Фильм в 1956-57 гг. посмотрело более 50 миллионов зрителей.
В последующие несколько лет ставил комедии: лирическую «Девушка без адреса» (1957), героическую «Гусарская баллада» (1962), бытовую «Дайте жалобную книгу» (1964), эксцентрическую «Невероятные приключения итальянцев в России» (1973). В 1961 году снял две сатирические ленты: «Как создавался Робинзон» (по одноимённому фельетону Ильфа и Петрова, новелла в комедийном альманахе «Совершенно серьёзно») и «Человек ниоткуда» (в прокате почти не шёл из-за цензурного запрета). В «Человеке ниоткуда» впервые исполнили главные роли Сергей Юрский и Анатолий Папанов.
В создании фильма «Гусарская баллада» большую помощь кинорежиссёру оказал Иван Пырьев, добившийся разрешения постановки и уговоривший Юрия Яковлева сниматься в роли поручика Ржевского. Самому кинорежиссёру стоило огромных усилий убедить киноначальство, что Игорь Ильинский — лучшая кандидатура на роль Кутузова, что фильм не искажает русскую историю, а романтизирует её. Пьесу Александра Гладкова «Давным-давно», послужившую драматургической основой для фильма, он сократил, в то же время ему пришлось дописать несколько стихотворных эпизодов.
В 1960-е годы стал складываться коллектив творческих единомышленников кинорежиссёра. Это сценарист Эмиль Брагинский, композитор Андрей Петров, операторы Вадим Алисов, Владимир Нахабцев и художник Александр Борисов.

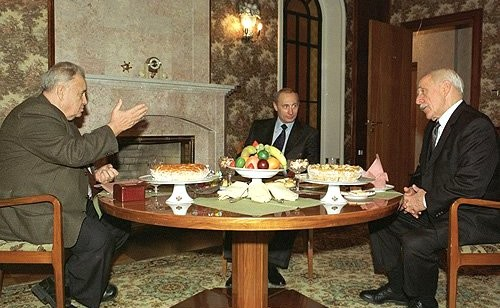
Президент Путин с Эльдаром Рязановым и Михаилом Ульяновым

Известными стали такие фильмы Рязанова, как «Карнавальная ночь», «Девушка без адреса», «Дайте жалобную книгу», «Берегись автомобиля», «Ирония судьбы, или С лёгким паром!», «Служебный роман», «Гараж», «О бедном гусаре замолвите слово», «Вокзал для двоих» и другие.

### Поздний период
В 1980—1990-е годы Рязанов был соавтором многих своих сценариев, написал несколько пьес, опубликовал ряд книг. В 1980-х годах в планах у режиссёра была своя кинопостановка романа Михаила Булгакова «Мастер и Маргарита», на которую высокопоставленные чиновники по идеологии не дали разрешение.
В 1979—1985 годах работал в качестве ведущего телепередачи «Кинопанорама». Наиболее популярными стали телевизионные циклы: «Восемь девок, один я», «Белоснежка и семь гномов», «Разговоры на свежем воздухе», «Поговорим о странностях любви» (цикл передач о выдающихся людях), «Парижские тайны Эльдара Рязанова» («ОРТ») (в рамках которого вышли интервью Рязанова с Жаном Маре, Брижит Бардо, Пьером Ришаром, Романом Полански и Патрисией Каас).
Был членом и (в 1988—1990) секретарём правления Союза кинематографистов СССР при первом секретаре Андрее Смирнове.
В 1980—1984 годах руководил мастерскими режиссёров комедийного фильма на Высших курсах сценаристов и режиссёров. Среди его учеников — режиссёры Юрий Мамин, Иван Дыховичный, Евгений Цымбал, Исаак Фридберг.
Являлся членом жюри на финальной игре Высшей лиги КВН 1987 года.
Долгое время сотрудничал с телекомпанией «REN-TV», где сделал немало авторских передач. Весной 1993 году вместе с телекомпанией была сделана и показана на «1-м канале Останкино» программа «Мужской разговор Эльдара Рязанова с Борисом Ельциным», в ходе которой президент отвечал на вопросы кинорежиссёра. Позднее Рязанов возьмёт интервью у Ельцина ещё два раза (в том же 1993 году и 1996 году). Повторный показ первого интервью состоялся 25 апреля 2007 года на этом же телеканале и был приурочен памяти Ельцина.
В 2002 году Рязанов стал президентом Российской академии кинематографических искусств «Ника».
23 января 2005 года открылся киноклуб «Эльдар», задуманный, по выражению самого режиссёра, как своеобразный центр отечественной комедии. В трёх залах (самый большой из которых рассчитан на 520 мест) идут фильмы и спектакли, проходят творческие встречи, концерты.
Был членом Союза кинематографистов России. В 2010 году стал одним из учредителей «КиноСоюза».

### Последние годы жизни

Могила на Новодевичьем кладбище, Москва, 2017 г.

В 2010 и 2011 годах перенёс операции на сердце и с тех пор не раз госпитализировался. В конце 2014 года у Рязанова было диагностировано острое нарушение мозгового кровообращения, в начале августа следующего года он перенёс инфаркт, который, как сообщали СМИ, привёл к отёку лёгких.
В августе 2014 года начался процесс колоризации фильма Рязанова «Берегись автомобиля» (1966), сам режиссёр успел принять участие в процессе. 18 ноября 2017 года на «Первом канале» состоялась премьера цветной версии, приуроченная к 90-летию со дня рождения Рязанова.
6 октября 2015 года Рязанов был госпитализирован в реанимацию Московской городской клинической больницы № 1 им. Н. И. Пирогова. Свой день рождения 18 ноября встретил дома. Спустя три дня был снова госпитализирован.
Скончался в московской больнице в ночь с 29 на 30 ноября 2015 года в возрасте 88 лет от острой сердечной недостаточности.
Прощание прошло 3 декабря в Центральном доме литераторов. В тот же день был похоронен на Новодевичьем кладбище. Вопреки воле Рязанова, желавшего быть похороненным на том же кладбище рядом со своей второй женой — Ниной Скуйбиной, по желанию вдовы режиссёра Эммы Абайдуллиной его похоронили в другом месте.

## Общественная позиция

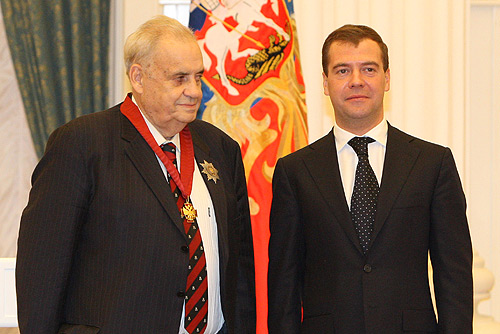
Эльдар Рязанов и президент России Дмитрий Медведев после награждения орденом «За заслуги перед Отечеством» II степени, 2008 год

В начале 1993 года публично поддержал президента России Бориса Ельцина, призвав голосовать за доверие ему во время апрельского референдума да-да-нет-да.
В ночь с 3 на 4 октября 1993 года, выступая в эфире «РТР», Рязанов осудил решение Конституционного суда о снятии запрета с деятельности первичных организаций КП РСФСР (КПРФ) и назвал сторонников Верховного Совета «коммунистическими выродками» и «ублюдками», «которых не нужно щадить». Также он сравнил КПСС с НСДАП.
В январе 1996 года был среди деятелей культуры и науки, призвавших российские власти остановить войну в Чечне и перейти к переговорному процессу.
В интервью радиостанции «Эхо Москвы» в 2011 году дал преимущественно положительную оценку деятельности и личности Бориса Ельцина, а самой большой ошибкой экс-президента назвал назначение Владимира Путина своим преемником. В том же году вместе с другими деятелями культуры и правозащитниками подписал открытое письмо с требованием отменить «антиконституционный запрет на регистрацию новых партий» и допустить к выборам все политические силы страны.
Высказывался против уголовного преследования фигурантов «Дела ЮКОСа» и участниц группы Pussy Riot. Призывал москвичей принять участие в акциях протеста против Федерального закона № 272 (т. н. «Закона Дмитрия Яковлева»), запретившего усыновление российских детей гражданами США.
В марте 2014 года вместе с супругой подписал опубликованное «КиноСоюзом» открытое письмо с осуждением «российской военной интервенции на Украину» и «беспрецедентной антиукраинской кампании, развязанной российскими государственными каналами». Поддержал проведение в Москве конгресса интеллигенции «Против войны, против самоизоляции России, против реставрации тоталитаризма» и подписал обращение конгресса, в котором осуждалась аннексия Крыма. Также подписал обращение деятелей российской культуры против политики президента РФ В. В. Путина по отношению к Украине.
Имя и фамилия Рязанова были внесены властями Украины в так называемый «белый список» деятелей культуры и искусства разных стран, которые поддержали территориальную целостность и суверенитет страны.
На протяжении многих лет последовательно выступал в защиту животных: за принятие соответствующего федерального закона, расследование фактов жестокого обращения, создание цирков без номеров с дрессировкой. Поддерживал кандидатуру экологической активистки Евгении Чириковой на выборах мэра Химок 2012 года.

## Семья

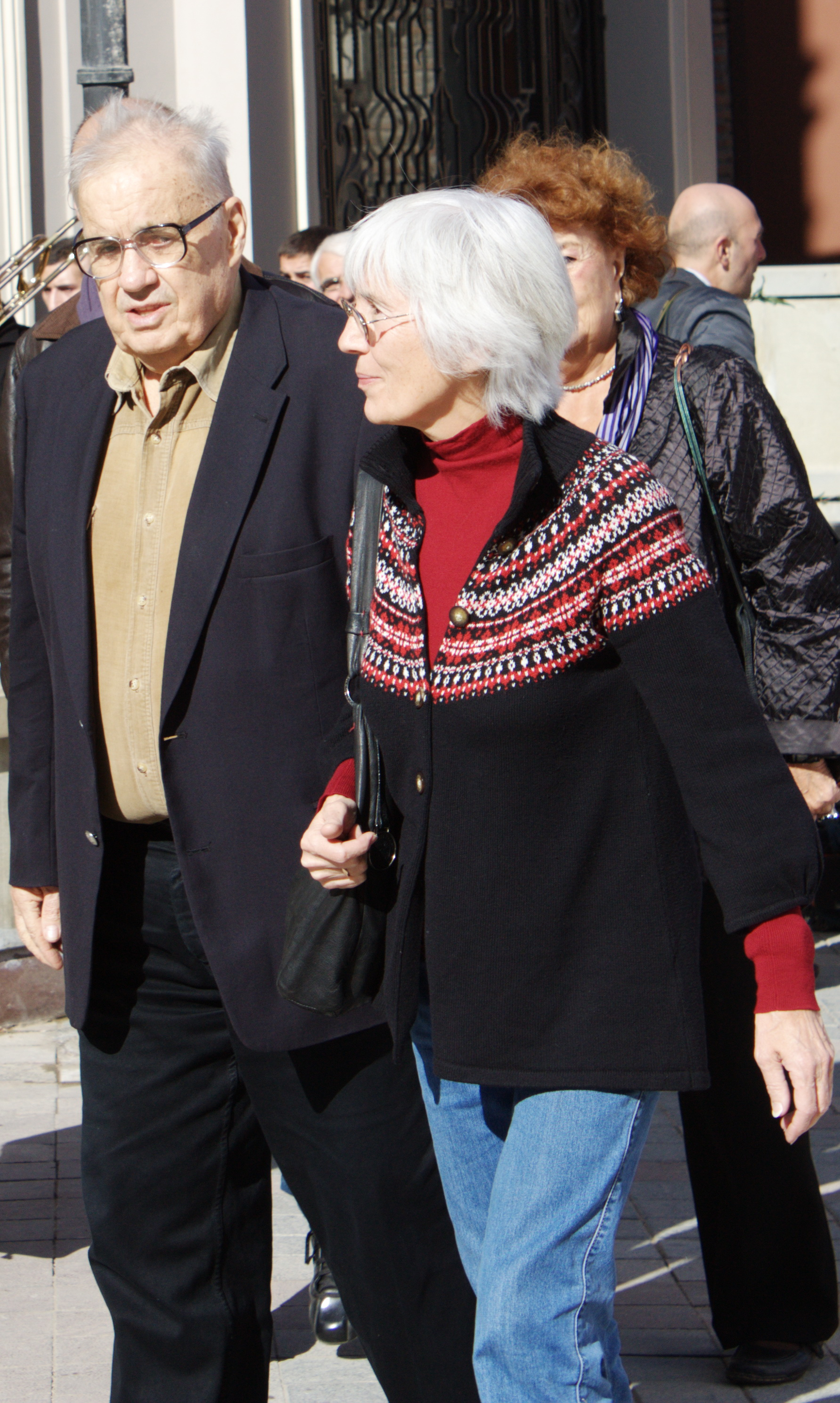
Эльдар Рязанов со своей третьей супругой Эммой Валериановной Абайдуллиной

Отец — Александр Семёнович Рязанов (1898—1960-е), уроженец села Новое Дальнее Нижегородской губернии (ныне село Новое Дубравского сельсовета Дальнеконстантиновского района Нижегородской области), участник Гражданской войны, в 1921 году — заведующий сухопутным сектором регистрационного (разведывательного) управления Полевого штаба РВС Республики. В 1922 был послан разведчиком в Китай, потом переведён в Персию. Арестован 14 ноября 1937 года, 2 февраля 1938 года осуждён на 8 лет исправительно-трудовых лагерей. Из лагеря бежал, был пойман, в общей сложности отсидел 17 лет. После развода в 1930 году с сыном практически не общался, после освобождения разыскал его, но отношения не наладились.
Мать — Софья Михайловна Шустерман (в замужестве Рязанова, 20 марта 1902 — 1 сентября 1969), родом из Режицы Витебской губернии.
Дед и бабушка — режицкие мещане Моисей Яковлевич (Мовша Янкелевич) Шустерман (1871 — до 1929) и Фрида Львовна (Хая-Фрейда Лейбовна) Шустерман (1876 — до 1936), не ранее 1911 года переехали из Режицы (где владели мебельным магазином, затем магазином тканей) в Самару, где открыли конфетную фабрику в доме № 98 по улице Соборной (национализирована в 1917 году, после чего дед служил в мебельном магазине). Уже после смерти мужа Фрида Львовна была лишена избирательных прав и стала относиться к категории «лишенцев» (1929).
Отчим (с 1934 года) — Лев Копп (1899—1985), инженер-строитель, специалист по металлическим и железобетонным конструкциям, научный сотрудник проектного института «Промстальконструкция» Минмонтажспецстроя СССР, автор учебников и монографий. Единоутробная сестра — Фрида Львовна Копп (1936—1939). Единоутробный брат — Михаил Копп (1940—2023), геолог МГУ и ГИН РАН, доктор геолого-минералогических наук.
Первая жена — Зоя Фомина (1924—1999), режиссёр документальных фильмов (1950—1970-е годы), лауреат Ленинской премии (1980). Дочь Ольга Рязанова (род. 21 марта 1952), окончила МГУ, филолог, киновед (её муж кино- и телережиссёр Виталий Трояновский). Внук Дмитрий Трояновский (род. 1987), тележурналист, писатель.
Вторая жена — Нина Скуйбина-Рязанова (1930—1994), редактор на «Мосфильме» (1970—1994). Пасынок — Николай Скуйбин (род. 1954), кинорежиссёр, от прежнего брака Н. Скуйбиной с режиссёром Владимиром Скуйбиным (1929—1963).
Третья жена — Эмма Валериановна Абайдуллина (1941—2024), журналистка, киноредактор. Для Абайдуллиной это был третий брак. Второй брак был с композитором Павлом Аедоницким (1922—2003). Пасынки — Олег Бердюгин (1964—2017) и Игорь Бердюгин (род. 1966), от первого брака Э. Абайдуллиной с художником-конструктором Валерием Бердюгиным. Оба занимались арт-проектами.
Жил в доме № 12 по Большому Тишинскому переулку.

## Основные режиссёрские работы
- «Осенний марафон»
- «В огне брода нет»
- «Пролетая над гнездом кукушки»
- «Огни большого города»
- «Чудо в Милане»
- «Мужчина и женщина»
- «Пепел и алмаз»
- «Смерть в Венеции»
- «Большой вальс»
- «Ночи Кабирии»

- «Карнавальная ночь» (1956),
- «Девушка без адреса» (1957),
- «Человек ниоткуда» (1961),
- «Гусарская баллада» (1962),
- «Дайте жалобную книгу» (1965),
- «Берегись автомобиля» (1966),
- «Зигзаг удачи» (1968),
- «Старики-разбойники» (1971),
- «Невероятные приключения итальянцев в России» (1973),
- «Ирония судьбы, или С лёгким паром!» (1975, телефильм),
- «Служебный роман» (1977),
- «Гараж» (1979),
- «О бедном гусаре замолвите слово» (1980),
- «Вокзал для двоих» (1982),
- «Жестокий романс» (1984, по мотивам пьесы А. Н. Островского «Бесприданница»); последний вызвал бурную полемику в прессе[82][83][84][85][86][87],
- Четыре встречи с Владимиром Высоцким (1987, телефильм)[88],
- Забытая мелодия для флейты (1987),
- Дорогая Елена Сергеевна (1988),
- Небеса обетованные (1991),
- Предсказание (1993),
- Привет, дуралеи! (1996),
- Старые клячи (2000),
- Тихие омуты (2000),
- Ключ от спальни (2003),
- Андерсен. Жизнь без любви (2006)
- Карнавальная ночь 2, или 50 лет спустя (2006).

Не все замыслы удалось осуществить. В конце 1960-х годов Рязанов планировал снять фильм о Сирано де Бержераке по мотивам героической комедии Эдмона Ростана. Испробовав на главную роль многих популярных актёров (Андрея Миронова, Олега Ефремова, Сергея Юрского, Владимира Высоцкого и других), режиссёр в итоге утвердил поэта Евгения Евтушенко. Он удачно прошёл кинопробы, однако вышестоящие инстанции закрыли проект из-за его общественной деятельности.
В фильме «Служебный роман» прозвучали песни на стихи Рязанова, в том числе получивший широкую известность и часто исполняемый романс на музыку композитора Андрея Петрова «У природы нет плохой погоды — каждая погода благодать». Перу Рязанова принадлежит популярный и часто ошибочно приписываемый Марине Цветаевой романс «Любовь — волшебная страна» из фильма «Жестокий романс».

## Влияние
- В 2006 году Эльдар Рязанов снял сиквел своего фильма «Карнавальная ночь» под названием «Карнавальная ночь 2, или 50 лет спустя». Ранее, в 1996 году, телевизионный ремейк «Карнавальной ночи» снял Евгений Гинзбург, а в 1969 году вышел спин-офф «Карнавальной ночи» под названием «Старый знакомый», снятый Игорем Ильинским и Аркадием Кольцатым.
- Также в 2007 году вышел сиквел фильма «Ирония судьбы или С лёгким паром!» под названием «Ирония судьбы. Продолжение», а в 2015 году вышел неофициальный индийский ремейк «Иронии судьбы» — фильм «Я люблю Новый год».
- В 2011 году вышел ремейк фильма «Служебный роман» под названием «Служебный роман. Наше время».

Фильмы «Вокзал для двоих» и «Жестокий романс» часто транслируются в прайм-тайм федеральных телеканалов, а фильмы «Карнавальная ночь» и «Ирония судьбы» стали символами Нового года, «Служебный роман» — символом 8 марта.

## Фильмография
Оранжевым выделены документальные фильмы.
| Год  | Фильм                                              | Режиссёр  | Сценарист | Продюсер  | Актёр     | Роль                                                              | Автор стихотворений, текстов песен и романсов | Примечания                                                           |
| ---- | -------------------------------------------------- | --------- | --------- | --------- | --------- | ----------------------------------------------------------------- | --------------------------------------------- | -------------------------------------------------------------------- |
| 1950 | Они учатся в Москве                                | зелёная ✓ | зелёная ✓ |           |           |                                                                   |                                               | Сорежиссёр и соавтор сценария (с З. Фоминой)                         |
| 1951 | Дорога имени Октября                               | зелёная ✓ |           |           |           |                                                                   |                                               | Сорежиссёр (с Л. Дербышевой)                                         |
| 1951 | На первенство мира по шахматам                     | зелёная ✓ |           |           |           |                                                                   |                                               |                                                                      |
| 1953 | Твои книжки                                        | зелёная ✓ |           |           |           |                                                                   |                                               | Сорежиссёр (с З. Фоминой)                                            |
| 1953 | Недалеко от Краснодара                             | зелёная ✓ |           |           |           |                                                                   |                                               |                                                                      |
| 1954 | Остров Сахалин                                     | зелёная ✓ |           |           |           |                                                                   |                                               | Сорежиссёр (с В. Катаняном)                                          |
| 1955 | Весенние голоса                                    | зелёная ✓ |           |           |           |                                                                   |                                               | Сорежиссёр (с С. Гуровым); Прокатное название — «Счастливая юность». |
| 1956 | В дальневосточных морях                            | зелёная ✓ |           |           |           |                                                                   |                                               | Сорежиссёр (с В. Катаняном)                                          |
| 1956 | Карнавальная ночь                                  | зелёная ✓ |           |           |           |                                                                   |                                               |                                                                      |
| 1957 | Девушка без адреса                                 | зелёная ✓ |           |           |           |                                                                   |                                               |                                                                      |
| 1957 | Цель его жизни                                     |           |           |           | зелёная ✓ | лётчик                                                            |                                               |                                                                      |
| 1961 | Совершенно серьёзно (киноальманах)                 | зелёная ✓ | зелёная ✓ |           |           |                                                                   |                                               | Новелла «Как создавался Робинзон»                                    |
| 1961 | Человек ниоткуда                                   | зелёная ✓ |           |           |           |                                                                   |                                               |                                                                      |
| 1962 | Гусарская баллада                                  | зелёная ✓ | зелёная ✓ |           |           |                                                                   |                                               | Соавтор сценария (с А. Гладковым)                                    |
| 1964 | Дайте жалобную книгу                               | зелёная ✓ |           |           | зелёная ✓ | главный редактор газеты                                           | зелёная ✓                                     |                                                                      |
| 1966 | Берегись автомобиля                                | зелёная ✓ | зелёная ✓ |           |           |                                                                   |                                               | Соавтор сценария (с Э. Брагинским)                                   |
| 1968 | Зигзаг удачи                                       | зелёная ✓ | зелёная ✓ |           |           |                                                                   |                                               | Соавтор сценария (с Э. Брагинским)                                   |
| 1970 | Один час с Козинцевым, или Семь мнений (телефильм) |           |           |           | зелёная ✓ | камео                                                             |                                               |                                                                      |
| 1971 | Старики-разбойники                                 | зелёная ✓ | зелёная ✓ |           | зелёная ✓ | коллега Мячикова (нет в титрах)                                   |                                               | Соавтор сценария (с Э. Брагинским)                                   |
| 1973 | Невероятные приключения итальянцев в России        | зелёная ✓ | зелёная ✓ |           | зелёная ✓ | доктор на крыле самолёта (в титрах не указан)                     |                                               | Соавтор сценария (с Э. Брагинским, Кастеллано и Пиполо)              |
| 1973 | Сослуживцы (телеспектакль)                         |           | зелёная ✓ |           |           |                                                                   |                                               | Соавтор сценария (с Э. Брагинским)                                   |
| 1975 | Ирония судьбы, или С лёгким паром! (телефильм)     | зелёная ✓ | зелёная ✓ |           | зелёная ✓ | пассажир самолёта (в титрах не указан)                            |                                               | Соавтор сценария (с Э. Брагинским)                                   |
| 1977 | Риск — благородное дело                            |           |           |           | зелёная ✓ | камео                                                             |                                               |                                                                      |
| 1977 | Служебный роман                                    | зелёная ✓ | зелёная ✓ |           | зелёная ✓ | пассажир автобуса                                                 | зелёная ✓                                     | Соавтор сценария (с Э. Брагинским)                                   |
| 1978 | Иван Пырьев (телефильм)                            |           |           |           | зелёная ✓ | камео                                                             |                                               |                                                                      |
| 1979 | Гараж                                              | зелёная ✓ | зелёная ✓ |           | зелёная ✓ | спящий пайщик, начальник отдела насекомых                         |                                               | Соавтор сценария (с Э. Брагинским)                                   |
| 1980 | Нужна хорошая мелодия (телефильм)                  |           |           |           | зелёная ✓ | камео                                                             |                                               |                                                                      |
| 1980 | О бедном гусаре замолвите слово (телефильм)        | зелёная ✓ | зелёная ✓ |           | зелёная ✓ | трактирщик-кондитер                                               |                                               | Соавтор сценария (с Г. Гориным)                                      |
| 1981 | Родственники (телеспектакль)                       |           | зелёная ✓ |           |           |                                                                   |                                               | Соавтор сценария (с Э. Брагинским)                                   |
| 1982 | Вокзал для двоих                                   | зелёная ✓ | зелёная ✓ |           | зелёная ✓ | Иван Кузьмич, заместитель начальника вокзала (в титрах не указан) | зелёная ✓                                     | Соавтор сценария (с Э. Брагинским)                                   |
| 1984 | Жестокий романс                                    | зелёная ✓ | зелёная ✓ |           |           |                                                                   | зелёная ✓                                     |                                                                      |
| 1987 | Забытая мелодия для флейты                         | зелёная ✓ | зелёная ✓ |           | зелёная ✓ | человек с подзорной трубой                                        | зелёная ✓                                     | Соавтор сценария (с Э. Брагинским)                                   |
| 1987 | Четыре встречи с Владимиром Высоцким (телефильм)   |           | зелёная ✓ |           | зелёная ✓ | ведущий                                                           |                                               |                                                                      |
| 1988 | Дорогая Елена Сергеевна                            | зелёная ✓ | зелёная ✓ |           | зелёная ✓ | сосед Елены Сергеевны, раздражённый громкой музыкой               |                                               | Соавтор сценария (с Л. Разумовской)                                  |
| 1991 | Небеса обетованные                                 | зелёная ✓ | зелёная ✓ |           | зелёная ✓ | посетитель в кафе                                                 | зелёная ✓                                     | Соавтор сценария (с Г. Альтман)                                      |
| 1993 | День в семье президента (телефильм)                | зелёная ✓ | зелёная ✓ |           | зелёная ✓ | ведущий                                                           |                                               |                                                                      |
| 1993 | Предсказание                                       | зелёная ✓ | зелёная ✓ |           |           |                                                                   | зелёная ✓                                     | Сценарий написан по собственной повести «Предсказание»               |
| 1994 | Я — легкомысленный грузин (телефильм)              |           |           |           | зелёная ✓ | ведущий                                                           |                                               |                                                                      |
| 1996 | Артист совсем не то же, что актёр… (телефильм)     |           |           |           | зелёная ✓ | ведущий                                                           |                                               |                                                                      |
| 1996 | Привет, дуралеи!                                   | зелёная ✓ | зелёная ✓ |           | зелёная ✓ | Николай Тимофеевич, директор книжного магазина                    | зелёная ✓                                     | Соавтор сценария (с А. Тиммом)                                       |
| 1997 | Единица порядочности — один Галлай                 | зелёная ✓ |           |           |           |                                                                   |                                               |                                                                      |
| 2000 | Старые клячи                                       | зелёная ✓ | зелёная ✓ |           | зелёная ✓ | судья                                                             | зелёная ✓                                     | Соавтор сценария (с В. Моисеенко)                                    |
| 2000 | Тихие омуты                                        | зелёная ✓ | зелёная ✓ | зелёная ✓ | зелёная ✓ | врач-рентгенолог                                                  |                                               | Соавтор сценария (с Э. Брагинским); Сопродюсер (с Л. Бицем).         |
| 2003 | Ключ от спальни                                    | зелёная ✓ | зелёная ✓ | зелёная ✓ | зелёная ✓ | полицейский пристав                                               | зелёная ✓                                     | Сопродюсер (с Л. Бицем)                                              |
| 2006 | Андерсен. Жизнь без любви                          | зелёная ✓ | зелёная ✓ | зелёная ✓ | зелёная ✓ | хозяин гробовой мастерской                                        | зелёная ✓                                     | Соавтор сценария (с И. Квирикадзе)                                   |
| 2006 | Карнавальная ночь 2, или 50 лет спустя (телефильм) | зелёная ✓ |           |           | зелёная ✓ | камео                                                             | зелёная ✓                                     |                                                                      |
| 2007 | Ирония судьбы. Продолжение                         |           |           |           | зелёная ✓ | пассажир самолёта                                                 |                                               |                                                                      |
| 2009 | Музыка жизни (телефильм)                           | зелёная ✓ | зелёная ✓ |           | зелёная ✓ | камео                                                             | зелёная ✓                                     | Последняя работа в кино                                              |

## Работы на телевидении
- Ведущий телепрограммы «Кинопанорама» (1979—1986); «1-я программа ЦТ».
- Ведущий проекта «Ирония судьбы, или с Рождеством Христовым» (1991); одна из первых программ производства телекомпании «REN-TV».
- Автор и ведущий телепрограммы «Восемь девок — один я» (1992); «1-й канал Останкино»; также программу транслировали на московском дециметровом канале «М-49» (в 1996 году).
- Автор и ведущий двух фильмов «Мужской разговор Эльдара Рязанова с Борисом Ельциным» (1993); «1-й канал Останкино».
- Автор и ведущий телепрограммы «Белоснежка и семь гномов» (1993); «1-й канал Останкино».
- Автор и ведущий телепрограммы «Разговор на свежем воздухе» (1993—1996); «1-й канал Останкино», «ОРТ»
- Ведущий первых двух выпусков телепрограммы «Клуб „Белый попугай“» (1993); «1-й канал Останкино»
- «Неподведённые итоги» (1994); «НТВ».
- «Старики-разбойники, или три года спустя» (1994); «1-й канал Останкино».
- «Княжеские посиделки» (1995); «1-й канал Останкино».
- «Парижские тайны Эльдара Рязанова» (1995—1998); «ОРТ».
- «Авторская программа Эльдара Рязанова» (позже — «Старые клячи», «Бабье лето», 1999—2000); «ОРТ».
- «Поговорим о странностях любви» (2003—2004); «Первый канал»[92].
- «В гостях у Эльдара Рязанова» (2007—2015); «Россия-Культура».

## Награды и звания
Государственные награды:
- Заслуженный деятель искусств РСФСР (26 ноября 1965) — за заслуги в области советского киноискусства[93]
- орден Трудового Красного Знамени (1969)
- Народный артист РСФСР (28 марта 1974) — за заслуги в области советского киноискусства[94][95]
- Государственная премия СССР (1977) (за фильм «Ирония судьбы, или С лёгким паром!»)
- орден Трудового Красного Знамени (28 ноября 1977) — за заслуги в развитии советского киноискусства и в связи с пятидесятилетием со дня рождения[96]
- Государственная премия РСФСР имени братьев Васильевых (1979) (за фильм «Служебный роман»)
- Медаль «За доблестный труд. В ознаменование 100-летия со дня рождения Владимира Ильича Ленина»
- Народный артист СССР (25 июля 1984) — за заслуги в развитии советского киноискусства[97]
- орден Дружбы народов (17 ноября 1987) — за заслуги в развитии советского киноискусства[98]
- орден «За заслуги перед Отечеством» III степени (20 июня 1996) — за заслуги перед государством, выдающийся вклад в развитие отечественного кинематографа и культуры[99]
- орден «За заслуги перед Отечеством» II степени (3 июля 2008) — за выдающиеся заслуги в развитии отечественного киноискусства и многолетнюю творческую деятельность[100]

Другие награды, премии, поощрения и общественное признание:
1950-е годы
- МКФ в Канне (фильм «Остров Сахалин», участие в программе короткометражных фильмов, 1955)
- МКФ в Эдинбурге (Диплом, фильм «Карнавальная ночь», 1957)
- ВКФ в Москве (номинация «Первый приз среди комедий», 1958)
- ВКФ в Москве (Вторая премия по разделу художественных фильмов, фильм «Карнавальная ночь», 1958)

1960-е
- МКФ комедийных фильмов в Вене (Диплом жюри, фильм «Гусарская баллада», 1963)
- МКФ в Сиднее (Диплом, фильм «Берегись автомобиля», 1966)
- МКФ в Эдинбурге (Диплом, фильм «Берегись автомобиля», 1966)
- МКФ в Мельбурне (Почётный диплом, фильм «Берегись автомобиля», 1967)

1980-е
- МКФ в Канне (фильм «Вокзал для двоих», участие в официальной конкурсной программе, 1983)
- ВКФ в Ленинграде (Специальный приз «За вклад в развитие советской кинокомедии», 1983)
- ВКФ в Ленинграде (Приз за лучшую режиссуру, фильм «Вокзал для двоих», 1983)
- Приз критики лучшему зарубежному фильму года в Польше (Приз «Варшавская сирена», фильм «Вокзал для двоих», 1984)
- МКФ в Дели (Гран-при «Золотой павлин», фильм «Жестокий романс», 1985)
- К шестидесятилетию со дня рождения Э. Рязанова астроном Крымской астрофизической обсерватории Л. Карачкина назвала открытый ею 1 сентября 1987 года астероид (4258) Ryazanov.

1990-е
- Премия «Ника» (номинация «Лучшая режиссура» за 1991 год, фильм «Небеса обетованные»)
- Премия «Ника» (номинация «Лучший игровой фильм» за 1991 год, фильм «Небеса обетованные»)
- МКФ в Мадриде (Гран-при, фильм «Небеса обетованные», 1992)
- Благодарность Президента Российской Федерации (25 июля 1996) — за активное участие в организации и проведении выборной кампании Президента Российской Федерации в 1996 году[101]
- Премия «ТЭФИ» (Специальный приз, 1997)
- Благодарность Президента Российской Федерации (8 ноября 1997) — за большой личный вклад в развитие отечественного кинематографического искусства и в связи с 70-летием[102]
- Кавалер ордена Почётного легиона (Франция, 1998)[103]
- Кавалер Золотого Почётного знака «Общественное признание» (1999)

2000-е
- Благодарность Президента Российской Федерации (5 мая 2000) — за большие заслуги в развитии киноискусства и в связи с 50-летием творческой деятельности[104]
- КФ «Виват кино России!» в Санкт-Петербурге (Гран-при, фильм «Старые клячи», 2000)
- ОКФ «Киношок» стран СНГ и Балтии в Анапе (Гран-при «Золотая лоза», за лучший полнометражный игровой фильм, фильм «Тихие омуты», 2000 год)
- Почётный доктор СПбГУП (с 2000)[105]
- КФ русских фильмов в Онфлёре (Гран-при, фильм «Старые клячи», 2001)
- Почётная грамота Правительства Москвы (18 ноября 2002) — за заслуги в развитии отечественного киноискусства и в связи с 75-летием со дня рождения[106]
- КФ «Виват кино России!» в Санкт-Петербурге (Гран-при, фильм «Ключ от спальни», 2003)
- КФ «Московская премьера» (Второй приз, фильм «Ключ от спальни», 2003)
- ОРКФ «Кинотавр» в Сочи (Приз Президентского совета, фильм «Ключ от спальни», 2003)
- Царскосельская художественная премия (2005)
- Премия «Триумф» (2006)
- Премия «Ника» в номинации «Честь и достоинство» за 2006 год
- КФ «Виват кино России!» в Санкт-Петербурге (Гран-при, Приз прессы, фильм «Андерсен. Жизнь без любви», 2007)
- КФ «Московская премьера» (Приз «За вклад в московское кино, создание экранного образа нашей столицы, служение её красоте на протяжении 50 лет профессиональной кинематографической деятельности», 2007)
- РКФ «Литература и кино» в Гатчине (Гран-при «Гранатовый браслет», фильм «Андерсен. Жизнь без любви», 2007)
- Знак отличия «За заслуги перед Москвой» (Москва, 7 ноября 2007) — за заслуги в развитии отечественного киноискусства, большой вклад в культурную жизнь столицы и многолетнюю творческую деятельность [107]
- орден «Ключ дружбы» (Кемеровская область, 2007)[108]
- орден Чести (Грузия, 2008)[109]
- 17-й МКФ «Золотой Витязь» (Золотая медаль С. Ф. Бондарчука в номинации «За выдающийся вклад в кинематограф», 2008)
- Национальная премия «Россиянин года» (2008)[110]

2010-е
- Почётный гражданин Самары (2012)[111]
- Почётный знак Губернатора Самарской области «За труд во благо земли Самарской» (Самарская область, 8 ноября 2012) — за значительный вклад в развитие культуры в Самарской области[112]
- Кавалер ордена Искусств и литературы (Франция)
- Российская премия Л. Э. Нобеля[113]
- Академик Российской академии кинематографических искусств «Ника»

Прочее
- Пять раз (больше, чем у кого-либо) его картины признавались Лучшим фильмом года по версии журнала «Советский экран». В 1976 (фильм «Ирония судьбы, или С лёгким паром!»), 1978 («Служебный роман»), 1983 («Вокзал для двоих»), 1984 («Жестокий романс») и 1991 («Небеса обетованные») годах.

## Память

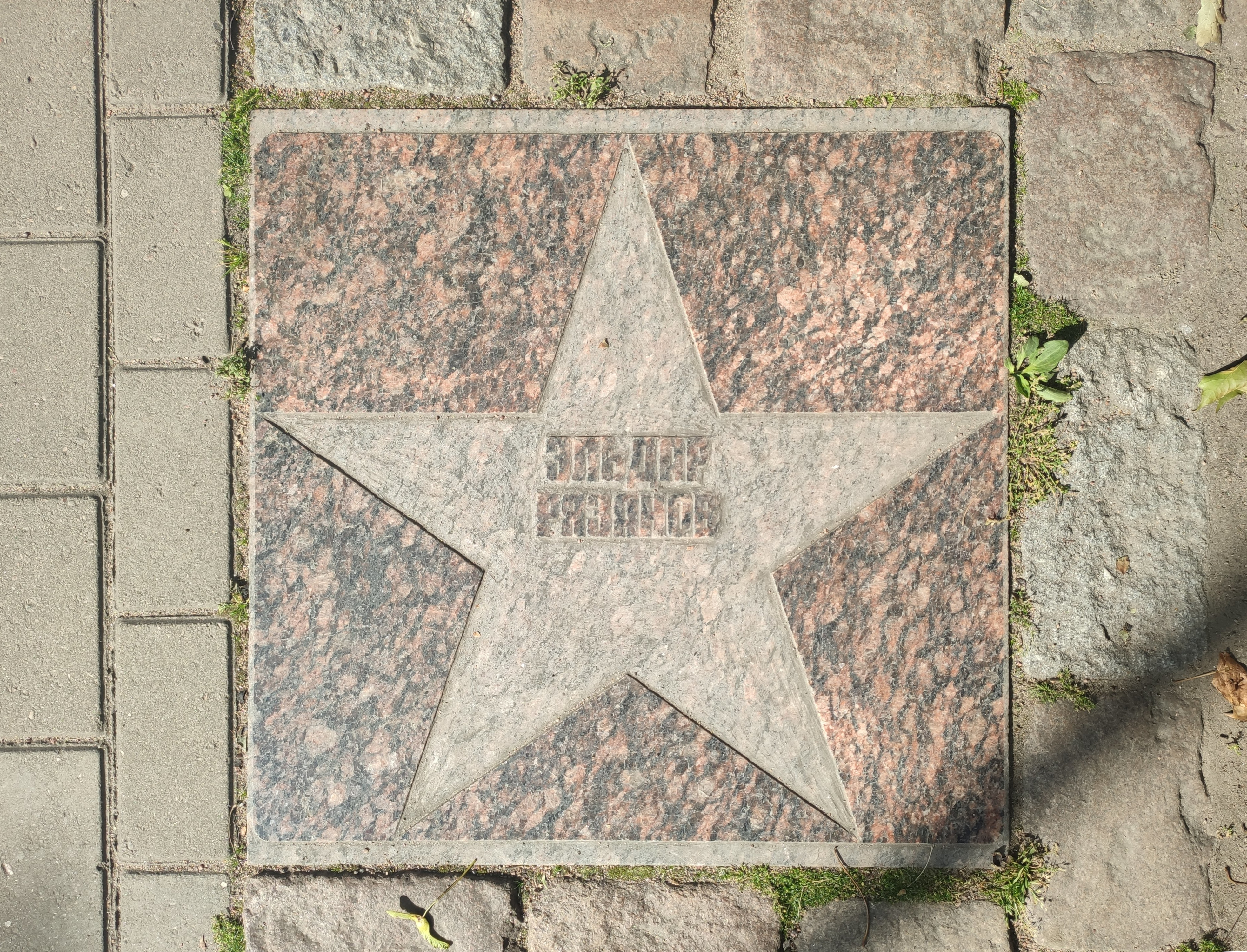
Звезда Эльдара Рязанова на Аллее актёрской славы в Выборге

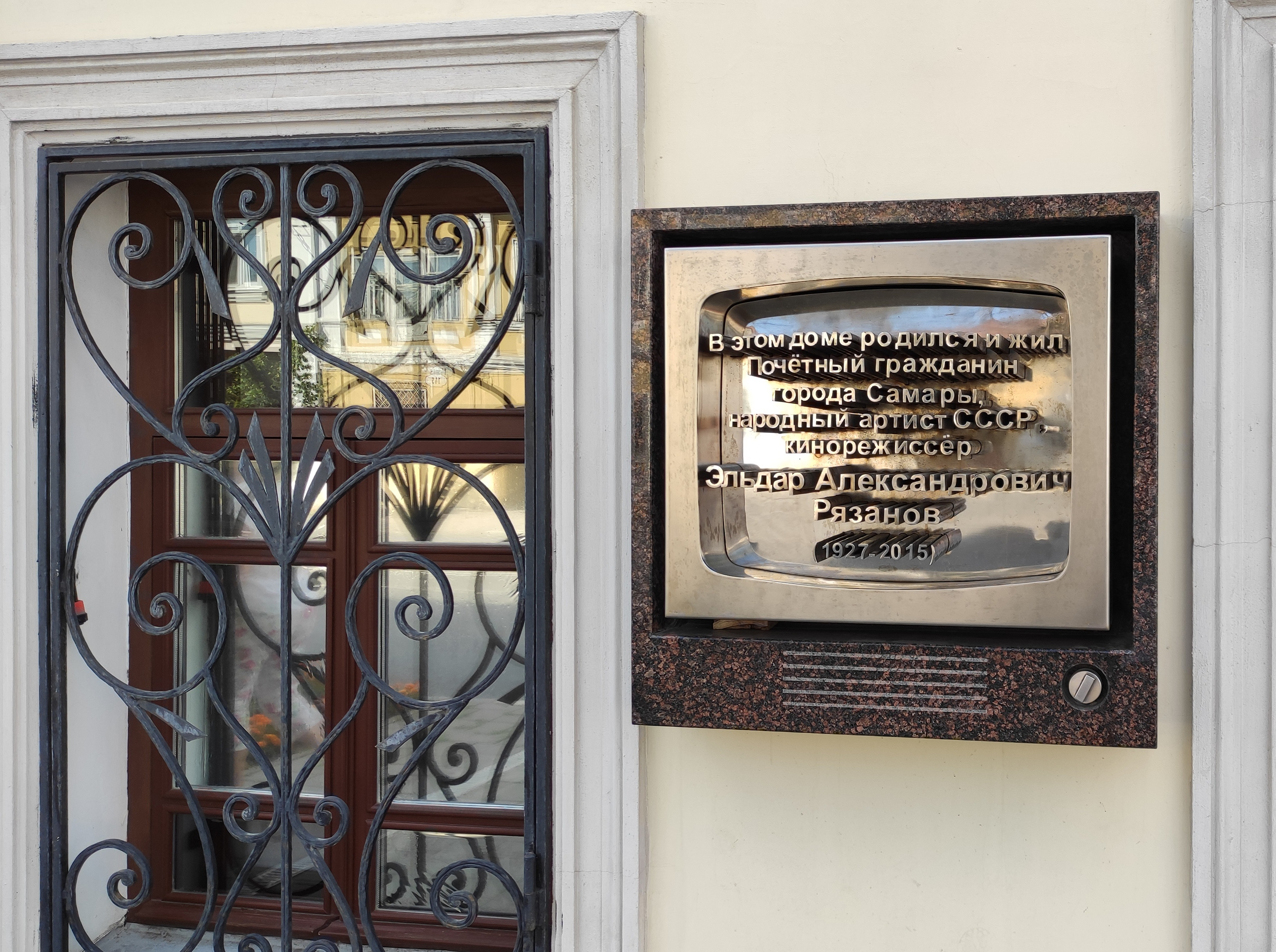
Мемориальная доска памяти Э. А. Рязанова на доме в Самаре, где он родился (дом сам является памятником и ранее принадлежал штабс-капитану Н. И. Залесову)

- В 2015 году депутаты Госдумы от фракции «Справедливая Россия» Михаил Сердюк и Александр Агеев, продолжая общественную дискуссию о переименовании станции метро «Войковская», направили мэру Москвы Сергею Собянину предложение присвоить ей имя Эльдара Рязанова. Они полагают, что «положительный образ и добрая, деполитизированная энергетика Эльдара Рязанова» способны стать абсолютно приемлемой альтернативой «нынешним спорным названиям»[114].
- Именем Эльдара Рязанова в 2017 году названа улица в Обручевском районе ЮЗАО Москвы и улица в микрорайоне «Южный город» Волжского района Самарской области[115].
- В телесериале 2015 года «Людмила Гурченко» роль режиссёра исполнил актёр Андрей Курносов.
- В октябре 2017 года в Самаре, на родине кинорежиссёра в доме, где он родился и провёл один год в эвакуации, были открыты музей и памятник. На этом доме (дом сам является памятником и ранее принадлежал штабс-капитану Н. И. Залесову) установлена мемориальная доска памяти Рязанова[116].
- В память о Рязанове назван астероид № 4258, открытый Людмилой Карачкиной 1 сентября 1987 года в Крымской астрофизической обсерватории.
- В 2012 году в честь празднования 85-летия Эльдара Рязанова в Самаре на привокзальной площади был открыт памятник Юрию Деточкину[117].

Творчеству и памяти Рязанова посвящены документальные фильмы и телепередачи
- «Эльдар Рязанов. „Личная жизнь“» («Первый канал», 2007)[118]
- «Эльдар Рязанов.  „Легенды мирового кино“» («Культура», 2013)[119]
- «Эльдар Рязанов. „Моей душе покоя нет“» («Первый канал», 2012)[120][121]
- «Эльдар Рязанов. „Человек-праздник“» («Первый канал», 2015)[122][123]
- «Эльдар Рязанов. „Последний день“» («Звезда», 2016)[124]
- «Эльдар Рязанов. „Весь юмор я потратил на кино“» («Первый канал», 2017)[125][126]
- «Эльдар Рязанов. „Ирония судьбы Эльдара Рязанова“» («ТВ Центр», 2017)[127]
- «Эльдар Рязанов. „Я ничего не понимаю в музыке“» («ТВ Центр», 2017)[128]
- «„Раскрывая тайны звёзд“: Эльдар Рязанов» («Москва 24», 2018)[129]
- «Новогодняя трилогия Эльдара Рязанова. „Легенды кино“» («Звезда», 2019)[130]
- «Эльдар Рязанов. „Легенды телевидения“» («Звезда», 2019)[131]
- «Ирония судьбы. „С любимыми не расставайтесь…“» («Первый канал», 2020)[132][133]